# 南部健一
南部健一（Nanbu Kenichi、1943年2月22日—），日本力学家、等离子体物理学家，东北大学荣誉教授（退休），工学博士。主要研究方向是层流，湍流，稀薄气体和等离子体模拟。1980年首先发现了困扰学界100多年的波尔兹曼方程的求解方法， 1997年发现了朗道-福克-普朗克方程的求解方法。他创立的一系列方法在等离子体模拟和直接蒙特卡洛模拟稀薄气体方面有广泛的应用，被称为“南部法”。

## 简历
- 1943年 金泽市出生
- 1949年 金泽市市立千木小学校入学（后并入千坂小学）
- 1955年 金泽市市立长田小学毕业
- 1958年 金泽市市立长田初中毕业
- 1961年 石川县金泽二水高中毕业
- 1965年 金泽大学工学部机械系毕业
- 1970年 东北大学工学博士毕业
- 1986年 东北大学高速力学研究所　教授
- 1986年 德国航空研究中心 客座研究员
- 1989年 东北大学流体科学研究所 教授
- 1989年 苏联科学院 客座研究员
- 1993年 巴黎第六大学（皮埃尔和玛丽·居里大学） 客座教授
- 2006年 东北大学 教授退休
- 2006年 东北大学 名誉教授

## 荣誉
- 1965年 田山奖（日本机械学会）
- 1972年 L.F.Moody奖（美国机械学会）
- 1994年 论文奖（日本机械学会）
- 1994年 业绩奖（日本机械学会计算力学分会）
- 1997年 流体科学研究奖（财团法人机械研究会）
- 1998年 前沿奖（日本机械学会流体力学分会）
- 2001年 流体力学论文奖（日本流体力学会）
- 2008年 由于流体力学的研究被授予紫授勋章

## 著作
- 数值流体力学（合著）
- 乱（欧姆出版社、1995年）
- 燃烧・稀薄气体流动・多组分流动・电磁流体的求解（合著）
- 原子分子的流动（合著）
- 没有尽头的航海（仙台丸善出版社S.S.）